# Trimming of Paradise Gulch
The Trimming of Paradise Gulch è un cortometraggio muto del 1910 diretto da Francis Boggs (con il nome Frank Boggs).

## Produzione
Il film fu prodotto dalla Selig Polyscope Company

## Distribuzione
Distribuito dalla General Film Company, il film - un cortometraggio in una bobina - uscì nelle sale cinematografiche statunitensi il 30 maggio 1910.